# 齊爾

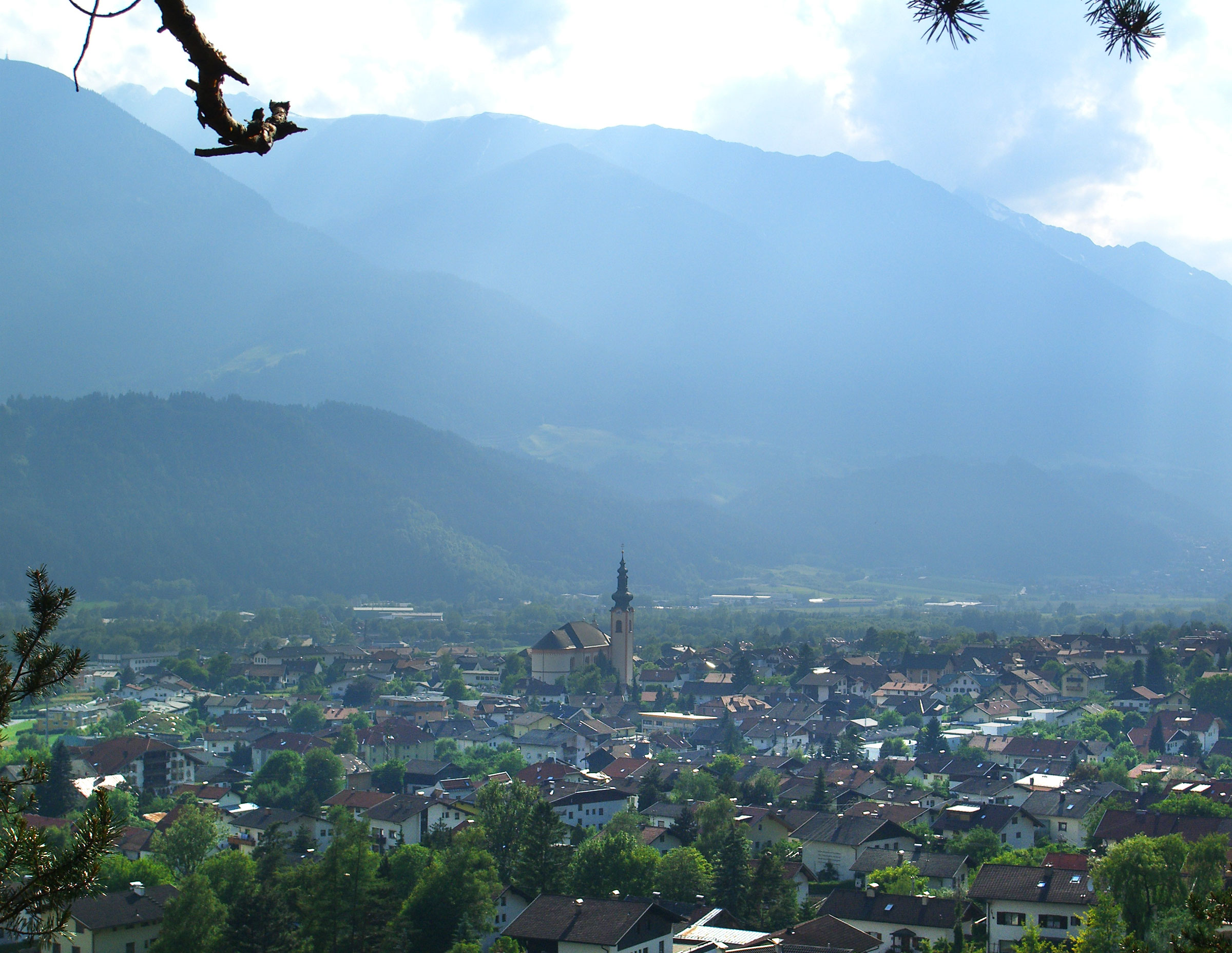

齊爾是奧地利的城鎮，位於該國西部因河北岸，距離首府因斯布魯克10公里，由提洛州負責管轄，面積57.24平方公里，海拔高度622米，2012年人口7,770。